# Bahía de Cleveland
La bahía de Cleveland está ubicada en la costa noreste de Queensland, Australia. Es parte del mar del Coral, administrativamente, está dentro de la ciudad de Townsville.
La entrada a la bahía está marcada por el faro de cabo Cleveland y, en años anteriores, por el faro de Bay Rock en la isla Magnética.

## Historia
La bahía de Cleveland fue nombrada por el teniente (más tarde capitán) James Cook del HM Bark Endeavour el 6 de junio de 1770, probablemente en honor a John Cleveland, secretario del Almirantazgo 1751–1763. Sin embargo, Cook pudo haber nombrado la bahía en homenaje a las colinas de Cleveland cerca de su lugar de origen en Marton, Yorkshire del Norte, Inglaterra.